# Manuel Terrazas
Teniente coronel Manuel Terrazas fue un militar boliviano que sirvió durante la Guerra del Pacífico.Era primo de Mariano Ricardo Terrazas, famoso escritor y educador boliviano.

## Primeros años de vida
Su crianza no tuvo lugar en la hacienda familiar de Quillacollo, sino en Tarata. Allí, asistía a las clases del Padre Ignacio Tapia en la iglesia local, donde entabló conocimiento con Severo Melgarejo Rojas, hijo de Mariano Melgarejo. Tarata, una región apartada del país, era reconocida por sus haciendas y caballos. Terrazas se dedicaría a la fabricación de herraduras, estableciendo una tienda en las cercanías del centro de Tarata.
A diferencia de sus primos, que formaban parte de un sector más acomodado de la familia, a Terrazas no le tocó el privilegio de ser enviado a París. En su lugar, permaneció en Tarata. Se encuentra su nombre registrado en una posada en San Juan, Argentina, lo que sugiere la posibilidad de que haya viajado por motivos comerciales a través del interior argentino y tal vez incluso a Perú.

## Ascenso y caída de Melgarejo
En 1861, José María de Achá, con la colaboración de Mariano Melgarejo, derribó al gobierno del presidente José María Linares. La revolución sangrienta resultó en la elevación de Melgarejo al rango de general. Ahora próspero y poderoso, Melgarejo animó a su hijo a unirse al Colegio Militar de La Paz y convertirse en oficial militar. Terrazas se unió a Severo Melgarejo y viajó con él a La Paz, enlistándose allí en julio de 1862.En 1864, el país se sumió en las llamas de la guerra civil, lo que llevó al derrocamiento de Achá. En las barracas de la ciudad de Tupiza, Terrazas respaldó el régimen de Melgarejo.Debido a su relación con el hijo de Melgarejo y su apoyo, ascendió al rango de primer teniente.
Ahora como teniente, obtuvo un destino favorable en Tarata, su lugar de origen. Aunque Melgarejo le prometió un ascenso, este plan se vio truncado por la Rebelión Constitucionalista de 1866. Encabezada por Casto Arguedas, Nicanor Flores e Ildefonso Sanjinés, esta rebelión casi derroca a Melgarejo. En Tarata, Terrazas venció a una pequeña fuerza comandada por el coronel Ernesto Benavides.A pesar de su lealtad continua hacia Melgarejo, el caudillo consideró a Terrazas como un traidor y ordenó su ejecución. En un giro irónico, Terrazas huyó del país con el mismo hombre al que previamente había derrotado, el coronel Benavides.
Terrazas vivió en el exilio durante algunos años hasta 1870, momento en el cual se unió a un movimiento liderado por Tomás Frías con el objetivo de derrocar el gobierno tiránico de Melgarejo. Se trasladó a Tarata, donde reclutó a varios cientos de hombres para asaltar las barracas de Cochabamba. Con éxito, los rebeldes tomaron la ciudad y avanzaron hacia La Paz. En enero de 1871, Melgarejo se vio forzado a abandonar el país.

## La purga
Debido a que fue considerado traidor por el recién nombrado presidente Agustín Morales, Terrazas se vio nuevamente obligado a abandonar el país. Pasó algunos meses junto a su amigo Severo Melgarejo en Santiago antes de regresar a Bolivia.Aunque la purga de Morales había concluido a principios de 1872, debido a que aún era sospechoso, la mayoría de sus activos fueron confiscados y su nombre fue eliminado de la lista militar de Bolivia. Al haber perdido todo, su primo Mariano le otorgó un terreno. Allí construyó una casa donde también estableció un negocio.

## Guerra del Pacífico
El general Hilarión Daza proclamó la guerra contra Chile el 14 de febrero de 1879, desencadenando una movilización masiva en todo el país a la que Terrazas se unió. Fue reintegrado a la lista militar y ascendido a mayor. Le asignaron el mando del general Narciso Campero, líder de la división Camarones. De manera desconocida, desertó del ejército de Campero la noche del 9 de diciembre.Desafiando las órdenes del general Arguedas, Terrazas se unió a la división del general Flores. Con un batallón de 200 jinetes, Terrazas fue enviado en una misión de reconocimiento en preparación para la Batalla de Tacna.Durante esta misión, su batallón fue masacrado en una emboscada chilena cerca de Miculla.
Tras sobrevivir al incidente de Miculla, Terrazas fue ascendido a teniente coronel en reconocimiento a su valentía.Aunque el ejército boliviano no participaría en más combates después de 1881, Terrazas mantuvo su actividad en Perú, llevando a cabo campañas en la Sierra. Enfrentando el ataque de las tropas de Patricio Lynch, quien tenía la misión de eliminar a las guerrillas en el Valle del Mantaro, Terrazas participó en la Batalla de La Concepción el 10 de julio de 1882.
En un mes, las tropas chilenas habían aplastado la mayor parte de la actividad guerrillera en Mantaro y Terrazas disolvió su batallón, dirigiéndose a Huamachuco. Allí se incorporó al ejército del general Andrés Avelino Cáceres.Varios meses después, el general chileno Alejandro Gorostiaga planeó capturar la ciudad. El 10 de julio de 1883, Terrazas volvió a entrar en acción durante la Batalla de Huamachuco.